# 카를 콘라트 뢰더러

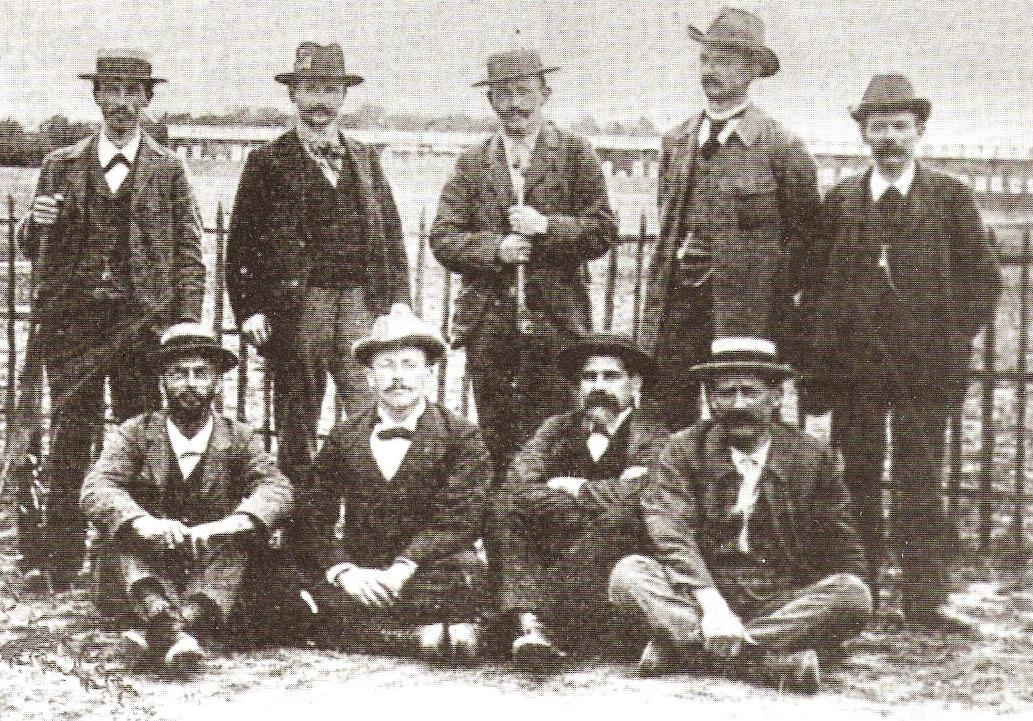

카를 콘라드 뢰더러(독일어: Karl Conrad Röderer, 1868년 7월 12일~1928년 8월 28일)는 스위스의 사격 선수로 19세기말부터 20세기초까지 활동했다. 주로 권총부문에서 활약했다. 파리에서 열린 올림픽 사격 경기에 출전했으며 두 개의 금메달을 땄다.